# Полене
Полене (словен. Polene) је насељено место у општини Словенске Коњице, Савињска регија, Словенија.

## Историја
До територијалне реорганизације у Словенији био је у саставу старе општине Словенске Коњице.

## Становништво
У попису становништва из 2011. године, Полене је имао 211 становника.
| Број становника према пописима | Број становника према пописима | Број становника према пописима |
| ------------------------------ | ------------------------------ | ------------------------------ |
| 1991                           | 2002                           | 2011                           |
| 175                            | 186                            | 211                            |

Напомена: Године 2004. дошло је до мале размене територије између насеља Полене и Зрече (Зрече).